# Presidente de Namibia
El presidente de la República de Namibia (en inglés: President of the Republic of Namibia) es el jefe de Estado y de gobierno de Namibia, así como el comandante en jefe de la Fuerza de Defensa de Namibia, según la Constitución de Namibia. El presidente, según determina la constitución del país, defenderá, protegerá y mantendrá la Constitución como Ley Suprema, y realizará con dignidad y liderazgo todos los actos necesarios, convenientes, razonables e incidentales para el desempeño de las funciones ejecutivas del Gobierno, con sujeción a los términos primordiales de esta Constitución y las leyes de Namibia, que está constitucionalmente obligado a proteger, administrar y ejecutar.
La actual presidenta del país Netumbo Nandi-Ndaitwah, que ocupa el cargo desde el 21 de marzo de 2025 tras las elecciones generales de 2024.

## Historia de la presidencia
La historia del cargo esta dominado por el SWAPO, el grupo guerrillero que dirigió la lucha contra el dominio sudafricano  (quienes administraban el territorio desde 1919, primero como mandato de la Sociedad de Naciones, y después como provincia, a partir de 1960). Tras un periodo de transición, comenzado en 1985, el país obtuvo la independencia en 1990. Desde ese momento todos los presidentes del país han sido miembros del SWAPO.
El primer presidente fue Sam Nujoma (1990-2004) que mantuvo una activa política internacional, involucrándose en la primera guerra del Congo (1996-1997), e interna con una reforma agraria que afectó a la propiedad de la tierra por parte de la minoría blanca. El presidente Nujoma reformó la constitución para permitirle un tercer mandato en 1999. Finalmente, la constitución no permitía un cuarto mandato por lo que el presidente cedió el testigo al nuevo candidato del SWAPO, Hifikepunye Pohamba, que se impuso con claridad en las elecciones generales de 2004  y posteriormente en las elecciones generales de 2009.
El primer ministro Hage Geingob, fue elegido candidato del SWAPO y fue elegido en las elecciones generales de 2014 y nuevamente reelegido en las elecciones de 2019.Sin embargo no pudo completar su segundo mandato al fallecer el 4 de febrero de 2024 a causa del cáncer. En consecuencia el vicepresidente Nangolo Mbumba asumió, según marca la constitución, el cargo de presidente de la República.

## Presidencia
La presidencia recae en el presidente de la República, el vicepresidente y aquellas personas que el presidente determine, como ministros, asesores especiales o aquellos nombramientos determinados por la ley (artículo 27).  

## Elección

### Elegibilidad
El artículo 28.4 de la constitución trata la elección presidencial. Cualquier partido político registrado tendrá derecho a nominar un candidato, y cualquier persona apoyada por un número mínimo de votantes registrados que será determinado por la ley del Parlamento también tendrá derecho a ser nominada como candidato. Los candidatos presidenciales deben ser namibios por nacimiento o ascendencia, mayor de 35 años y tener las facultades para ser elegido para la Asamblea Nacional de Namibia (artículo 28.3).  

### Elecciones presidenciales
La elección del presidente se realizará por sufragio directo, universal e igual; y se realizará de conformidad con los principios y procedimientos que determine la ley del Parlamento: sin embargo, ninguna persona será elegida presidente a menos que haya recibido más del cincuenta (50) por ciento de los votos válidos emitidos y si ningún candidato recibió más del cincuenta (50) por ciento de los votos, se realizará una segunda votación en la que participarán los dos (2) candidatos que hayan recibido más votos en la votación anterior y el candidato que haya recibido más votos en la segunda votación será debidamente elegido (artículo 28.2). 

### Toma de posesión
Antes de asumir formalmente el cargo, el presidente electo deberá hacer el siguiente juramento o promesa, que será administrado por el presidente de la Corte Suprema, el vicepresidente de la Corte Suprema o un juez designado por el presidente de la Corte Suprema para este fin: 
"Yo, (nombre) por la presente juro/afirmo solemnemente, que haré todo lo posible por mantener, proteger y defender como Ley Suprema la Constitución de la República de Namibia, y obedecer, ejecutar y administrar fielmente las leyes de la República de Namibia; que protegeré la independencia, la soberanía, la integridad territorial y los recursos materiales y espirituales de la República de Namibia; y que haré todo lo posible por garantizar la justicia para todos los habitantes de la República de Namibia. (en el caso de un juramento) Que Dios me ayude."
Si el presidente electo no puede asumir su cargo por muerte, incapacidad, inhabilitación u otra razón, el vicepresidente designado por el presidente cuyo mandato esté por expirar, prestará el juramento o afirmación ante el presidente de la Corte Suprema, el vicepresidente de la Corte Suprema u otro Juez designado por el presidente de la Corte Suprema y asumirá el cargo de presidente en forma interina hasta que asuma el cargo el presidente electo en la siguiente elección presidencial (artículo 29).

## Mandato
En la constitución del país de 1990 se determina que el mandato presidencial será de 5 años pudiendo ser reelegido para un mandato más solamente (artículo 29.1 y 29.3). 
En el caso de destitución del presidente de su cargo, la constitución indica que si una mayoría de dos tercios de todos los miembros de la Asamblea Nacional, confirmada por una mayoría de dos tercios de todos los miembros del Consejo Nacional, adopta una resolución de destitución del presidente por haber sido culpable de una violación de la Constitución o de una grave violación de las leyes del país o de otra manera culpable de una mala conducta o ineptitud tan grave que lo incapacita para ejercer con dignidad y honor el cargo de presidente (artículo 29.2).
Si un presidente muere, renuncia o es destituido de su cargo, el cargo vacante de presidente se cubrirá de la siguiente manera:
- Si queda menos de un año para las elecciones generales, el cargo será asumido, según el artículo 34 de la Constitución, en un orden de preeminencia por el vicepresidente; el primer ministro, el vice primer ministro, o un miembro del gabinete.
- Si queda más de un año para las elecciones generales, se convocaran inmediatamente y el cargo será asumido en el mismo orden jerárquico del punto anterior.

En caso de que el cargo quede vacante de forma temporal, será asumido en el mismo orden, pero en caso de ausencia de los tres primeros cargos, el presidente podrá nombrar a cualquier cargo para que asuma la presidencia temporal (artículo 34.2). En caso de mandato presidencial interino, previsto en los anteriores puntos, este no se considerará como un mandato completo si este presidente interino quisiera presentarse como candidato a la presidencia (artículo 29).
Si el presidente disuelve la Asamblea Nacional conforme a los artículos 32.3 y 57.1 (incapacidad para gobernar eficazmente con la Asamblea Nacional), el madanto del presidente quedará finalizado. A partir de ese momento se celebrará una nueva elección para presidente de conformidad con las disposiciones del artículo 28 de este documento dentro de los noventa días, y hasta que se realice dicha elección, el presidente permanecerá en el cargo y serán aplicables las disposiciones del artículo 58 para que la Asamblea Nacional actúe con normalidad pese a su disolución..

## Privilegios, inmunidad e incompatibilidades
El Parlamento establecerá disposiciones para el pago con cargo al Fondo de Ingresos del Estado de la remuneración y los subsidios del presidente, así como para el pago de pensiones a los expresidentes y, en caso de fallecimiento de estos, a sus cónyuges supervivientes (artículo 33).
El artículo 31 determina que el presidente de la República no podrá ser demandada en ningún procedimiento civil, salvo cuando dicho procedimiento se refiera a un acto realizado en su carácter oficial de presidente. Tampoco será acusada de ningún delito penal ni estará sujeta a la jurisdicción penal de ningún tribunal con respecto a ningún acto presuntamente realizado, o ninguna omisión de realizar ningún acto, durante su mandato como presidente.
Después de que un presidente haya dejado su cargo ningún tribunal podrá conocer de ninguna acción contra él o ella en ningún procedimiento civil con respecto a ningún acto realizado en su carácter oficial como presidente. Así mismo un tribunal civil o penal sólo tendrá jurisdicción para conocer de procedimientos contra un expresidente de la República, con respecto a actos de comisión u omisión que se aleguen haber sido perpetrados en su carácter personal mientras ejercía el cargo de presidente.

## Facultades constitucionales
De acuerdo con la constitución el poder ejecutivo de la República de Namibia recae en el presidente de la República y el Gabinete (compuesto además del presidente del vicepresidente, primer ministro y ministros). Así mismo,  el presidente de la República, salvo que la Constitución o por ley determinen otra cosa, en el ejercicio de sus funciones, estará obligado a actuar, previa consulta con el Gabinete (artículo 27). 
El artículo 32 de la constitución del país, determina las facultades del presidente:
a) Relación con la Asamblea Nacional:
- Asistir a la sesión de la Asamblea Nacional en el debate del programa político del Gobierno y del presupuesto. Durante dicha sesión se dirigirá a esta asamblea, para tratar el estado de la nación y sobre futuras políticas del Gobierno, informará sobre las políticas del año anterior y estará disponible para responder a las preguntas.
- Disolver la Asamblea Nacional si el Gobierno no puede gobernar con eficacia (artículo 57). Determinar las sesiones extraordinarias de la Asamblea Nacional

b) Como jefe del Gabinete:
- Presidirá las reuniones del Gabinete.
- Nombramiento de cargos como el vicepresidente, el primer ministro, el vice primer ministro, los ministros, el fiscal general, el director general de planificación y el jefe de los servicios de inteligencia.
- Establecer y disolver los departamentos y ministerios.

c) En las relaciones internacionales:
- Acreditar, recibir y reconocer embajadores extranjeros, y nombrar embajadores plenipotenciarios, representantes diplomáticos y otros funcionarios diplomáticos, cónsules y funcionarios consulares de Namibia.
- Negociar y firmar acuerdos internacionales.

d) Otros poderes:
- Ejercer el derecho de gracia.
- Conferir los honores que el presidente considere oportunos.

Así mismo el presidente podrá nombrar a diversos cargos públicos previa asesoría de las comisiones encargadas de cada ramo:
- Judicial: al presidente del Tribunal Supremo, el Juez-Presidente del Tribunal Superior, a otros miembros del Tribunal Supremo y del Tribunal Superior, y al defensor del Pueblo.
- Servicio Público: al auditor general y al director del Banco de Namibia.
- Seguridad: jefe de la Fuerza de Defensa, inspector general de la Policía y al Comisionado General del Servicio Correccional.

También en materia de defensa y como máximo responsable de las fuerzas armadas, el presidente puede declarar la ley marcial o, si es necesario para la defensa de la nación, declarar que existe un estado de defensa nacional según lo previsto en el artículo 26 en la que dos tercios de la Asamblea Nacional deberán aprobar dichas medidas. Finalmente, entre otras atribuciones, recogidas en el artículo 32, esta la firma y publicación de las leyes emanadas de la Asamblea Nacional. En este sentido, el presidente podrá negarse a aprobar la ley, esta será devuelta a la Asamblea Nacional. Esta cámara decidirá mantenerla o reformarla, debiendo ser aprobada por mayoría de dos tercios de la cámara si no fuera así el presidente pude seguir negándose a aprobarla y, por tanto, la ley caducará (artículo 56).

## Lista de presidentes (desde 1990)
| #   | Nombre                       | Nombre | Nombre                                                      | Inicio               | Final                | Partido | Elecciones                 | Primer ministro | Primer ministro                    |
| --- | ---------------------------- | ------ | ----------------------------------------------------------- | -------------------- | -------------------- | ------- | -------------------------- | --------------- | ---------------------------------- |
| 1.º |                              |        | Sam Nujoma (1929-2025) Presidente de la República           | 21 de marzo de 1990  | 21 de marzo de 2005  | SWAPO   | 1989 (41 de 78)            |                 | Hage Geingob (1990-2002)           |
| 1.º | 1994                         |        | Sam Nujoma (1929-2025) Presidente de la República           | 21 de marzo de 1990  | 21 de marzo de 2005  | SWAPO   |                            |                 | Hage Geingob (1990-2002)           |
| 1.º | 1999                         |        | Sam Nujoma (1929-2025) Presidente de la República           | 21 de marzo de 1990  | 21 de marzo de 2005  | SWAPO   |                            |                 | Hage Geingob (1990-2002)           |
| 1.º | Theo-Ben Gurirab (2002-2005) |        | Sam Nujoma (1929-2025) Presidente de la República           | 21 de marzo de 1990  | 21 de marzo de 2005  | SWAPO   |                            |                 |                                    |
| 2.º |                              |        | Hifikepunye Pohamba (n.1935) Presidente de la República     | 21 de marzo de 2005  | 21 de marzo de 2015  | SWAPO   | 2004                       |                 | Nahas Angula (2005-2012)           |
| 2.º | 2009                         |        | Hifikepunye Pohamba (n.1935) Presidente de la República     | 21 de marzo de 2005  | 21 de marzo de 2015  | SWAPO   |                            |                 | Nahas Angula (2005-2012)           |
| 2.º | Hage Geingob (2012-2015)     |        | Hifikepunye Pohamba (n.1935) Presidente de la República     | 21 de marzo de 2005  | 21 de marzo de 2015  | SWAPO   |                            |                 |                                    |
| #   | Nombre                       | Nombre | Nombre                                                      | Inicio               | Final                | Partido | Elecciones                 | Vicepresidente  | Vicepresidente                     |
| 3.º |                              |        | Hage Geingob (1941-2024) Presidente de la República         | 21 de marzo de 2015  | 4 de febrero de 2024 | SWAPO   | 2014                       |                 | Nickey Iyambo (2015-2018)          |
| 3.º | 2019                         |        | Hage Geingob (1941-2024) Presidente de la República         | 21 de marzo de 2015  | 4 de febrero de 2024 | SWAPO   | Nangolo Mbumba (2018-2024) |                 |                                    |
| 4.° |                              |        | Nangolo Mbumba (n. 1941) Presidente de la República         | 4 de febrero de 2024 | 21 de marzo de 2025  | SWAPO   | [ 6 ]                      |                 | Netumbo Nandi-Ndaitwah (2024-2025) |
| 5.° |                              |        | Netumbo Nandi-Ndaitwah (n. 1952) Presidenta de la República | 21 de marzo de 2025  | en el cargo          | SWAPO   | 2024                       |                 | Lucia Witbooi (2025- )             |